# ماریا کوتیه‌یو
ماریا کوتیه‌یو (اسپانیایی: María Cotiello‎؛ زادهٔ ۲۱ نوامبر ۱۹۸۲) بازیگر، کنشگری اهل اسپانیا است. او همچنین یک کنشگر فرهنگی فعال برای رسمی کردن زبان آستوری در آستوریاس است. وی دانش‌آموختهٔ دانشکده عالی سلطنتی هنرهای نمایشی است.

## گزیدهٔ فیلم‌شناسی

### سینما
- ۱۳ گل رز[۴] (۲۰۰۷)

### تلویزیون
- اس‌ام‌اس: بی‌واهمه از رؤیا[۵] (۲۰۰۷-۲۰۰۶)
- ۱۴ آوریل، جمهوری[۶] (۲۰۱۹-۲۰۱۸)